# Ad-Dara
Ad-Dara (arab. الدارة) – miejscowość w Syrii, w muhafazie As-Suwajda. W 2004 roku liczyła 1243 mieszkańców.